# Pétrel à face grise
Pterodroma gouldi
Espèce
Synonymes
- Aestrelata gouldi
- Pterodroma macroptera gouldi

Statut de conservation UICN

 LC  : Préoccupation mineure
Le Pétrel à face grise (Pterodroma gouldi) est une espèce de pétrels de la famille des Procellariidae et endémique de l'île du Nord de la Nouvelle-Zélande. En Nouvelle-Zélande, il est également connu sous son nom maori ōi et (avec d'autres espèces telles que le Puffin fuligineux) comme « muttonbird ».

## Taxonomie
Cette espèce était autrefois traitée comme une sous-espèce du Pétrel noir (Pterodroma macroptera), mais est reconnue comme une espèce distincte depuis 2014. Des recherches publiées en 2016 soutiennent la conclusion selon laquelle P. gouldi devrait être traité comme une espèce distincte.

## Description
Les Pétrels à face grise sont de grands oiseaux, avec une longueur de 42 à 45 cm et pesant en moyenne 550 g. Ils ont une coloration brun noir foncé, semblable à celle de l'Albatros à pieds noire, avec un bec noir et des plumes gris pâle à chamois sur la base du bec et de la gorge. Les ailes sont longues et permettent ce longs vols plannés. Les Pétrels à face grise sont facilement confondus avec le Pétrel noir ailes (Pterodroma macroptera) où leurs aires de répartition se chevauchent dans la mer de Tasmanie, car ces espèces sont morphologiquement très similaires.

## Répartition
Le Pétrel à face grise niche uniquement dans le Nord de l'île du Nord, en Nouvelle-Zélande, depuis les îles des Trois Rois au Nord jusqu'au cap Kidnappers, à environ 600 km au Sud. Dans une récente revue systématique, il y aurait 178 sites de reproduction différents dans cette zone. Les colonies se trouvent en grande partie sur les îles au large, bien que de petites populations relictuelles existent sur le continent sur plusieurs sites. Les oiseaux se reproduisent avec succès dans des zones où le contrôle des mammifères prédateurs envahissants tels que les rats, les chats et les hermines est suffisant. La plus grande colonie reproductrice se trouve sur l'île de Moutohora, avec environ 95 000 couples reproducteurs. En dehors de la période de nidification, les individus vivent dans la zone subtropicale du Sud-Ouest de l'Océan Pacifique, y compris au large de l'Australie et autour de l'île Norfolk, Ils restent principalement dans la zone située entre 25° et 50° Sud. Ils peuvent s'égarer occasionnellement dans l'océan austral.

## Comportement et écologie

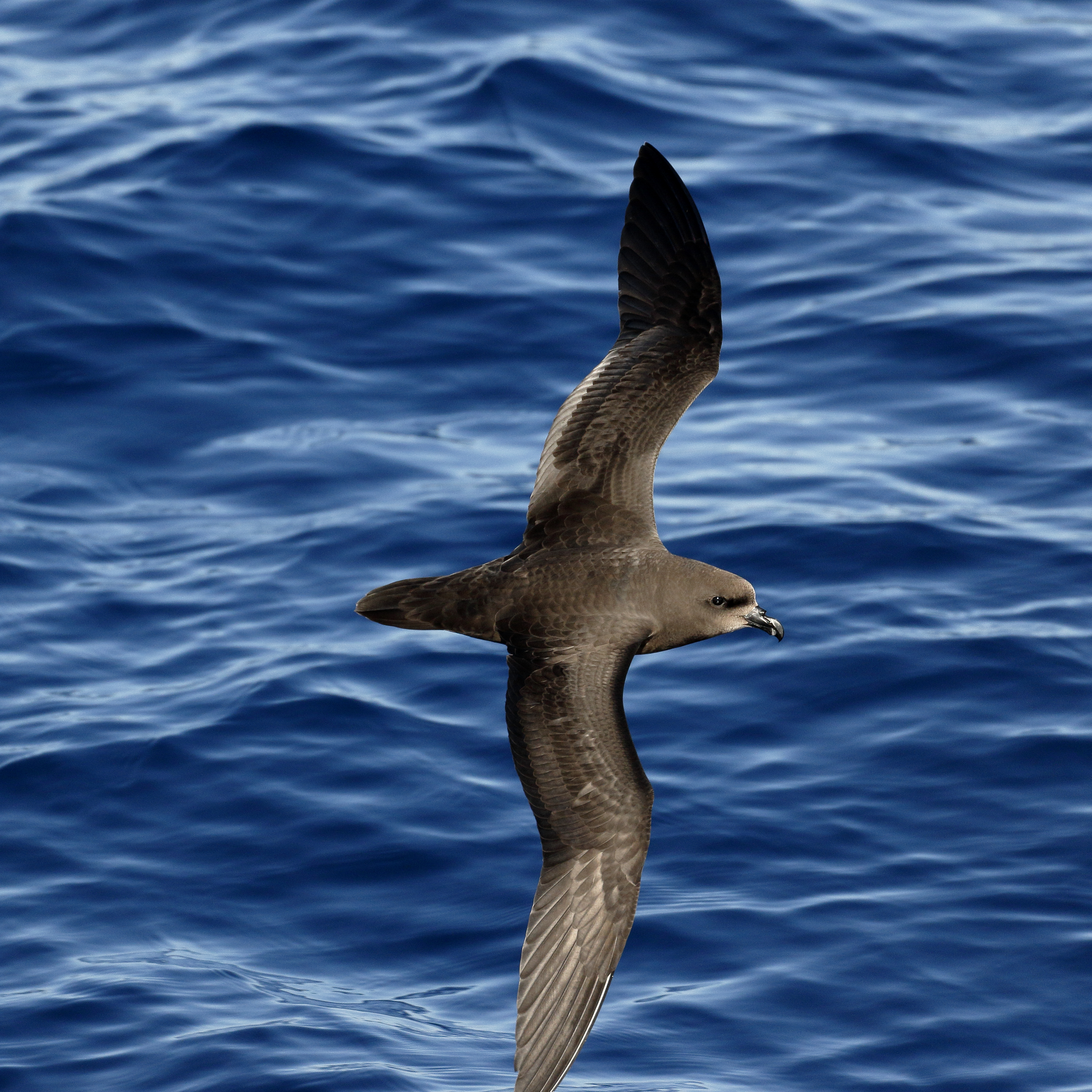
Pétrel à face grise Victoria, Australie.

### Reproduction
Les premiers Pétrels à face grise commencent à revenir dans les colonies à partir de la mi-mars, mais la plupart des oiseaux ne commencent à préparer leurs terriers qu'en avril. La parade nuptiale a lieu de la fin avril à la mi-mai. Le couple reproducteur repart ensuite en mer pour une durée de 50 à 70 jours. Les premiers œufs sont pondus à partir de la mi-juin, mais la majorité des pontes a lieu dans les dix premiers jours de juillet, les derniers œufs étant pondus fin juillet. L'incubation dure environ 55 jours, partagée par les deux parents - en échangeant environ tous les 17 jours. Les mâles effectuent deux longues couvaisons et les femelles une seule avant de généralement revenir peu avant l'éclosion des œufs. Les poussins sont laissés seuls dans les terriers pendant la journée dès qu'ils ont 1 à 3 jours. Les parents peuvent parcourir des distances allant jusqu'à 600 km afin de nourrir leur progéniture. Le poussin sera nourri par les parents pendant environ 120 jours avant de s'envoler en décembre ou janvier. Après la reproduction, les adultes migrent principalement vers les mers au large de l'Est et du Sud de l'Australie pour effectuer leur mue annuelle des plumes.

### Nourriture et alimentation
Les Pétrels à face grise pêchent généralement les calmars, les poissons et les crustacés, mais parasitent parfois cette nourriture. Les Pétrels à face grise pêchent principalement la nuit et, comme la plupart de leurs proies sont bioluminescentes, il est suggéré qu'ils utilisent ces signaux lumineux pour pêcher,.

### Menaces et conservation
Le Pétrel à face grise a une population importante et une aire de répartition considérablement étendues. Il est donc répertorié comme préoccupation mineure par l'UICN. De plus, il est répertorié comme non menacé selon le système néo-zélandais de classification des menaces en raison de l’augmentation de la population. L'une des menaces les plus importantes pour le Pétrel à face grise se trouve dans les aires de reproduction, où ils sont attaqués par des mammifères introduits tels que les rats surmulots. Les œufs laissés sans surveillance, les poussins et les juvéniles faibles sont particulièrement sensibles à la prédation, ce qui peut avoir un impact sur les taux de poussins à l'envol dans les colonies. De plus, les animaux fouisseurs tels que les lapins peuvent entrer en concurrence et interférer avec les terriers des Pétrels à face grise, ce qui peut conduire les oiseaux à les abandonner. Cependant, des projets d’éradication des ravageurs, comme sur l’île Moutohora, ont permis à certaines de ces colonies de prospérer,
On sait que les lumières des villes attirent certains juvéniles de Pétrels à face grise, confondant peut-être la lumière artificielle avec des proies bioluminescentes.

## Pétrel à face grise et l'Homme
En Nouvelle-Zélande, certaines tribus maoris iwi, tels que Ngāti Awa et Hauraki iwi, ont le droit coutumier de collecter des poussins de Pétrels à face grise. Au milieu du XXee siècle, un rāhui (interdiction) de collecte a été mis en place par ces iwi en raison du déclin de la population. Cependant, à la suite du rétablissement de la population, la collecte a pu reprendre. Des recherches ont été entreprises pour calculer le nombre de poussins qui peut être collecté sans nuire aux populations,.